# Metacatharsius abortivus
Metacatharsius abortivus är en skalbaggsart som beskrevs av Leon Fairmaire 1891. Metacatharsius abortivus ingår i släktet Metacatharsius och familjen bladhorningar. Inga underarter finns listade i Catalogue of Life.